# Pleurothallis peroniocephala
Pleurothallis peroniocephala är en orkidéart som beskrevs av Carlyle August Luer. Pleurothallis peroniocephala ingår i släktet Pleurothallis och familjen orkidéer. Inga underarter finns listade i Catalogue of Life.